# Smartwings Poland
Smartwings Poland sp. z o. o. (dříve Travel Service Polska) je polská charterová letecká společnost, pobočka českého dopravce Smartwings, hlavní základnu má na varšavském letišti a sídlí ve Varšavě. První lety této společnosti byly zahájeny v roce 2012. Společnost provozuje lety s polskými turisty do letovisek v Řecku, Španělsku či v Turecku. V zimní sezóně provozuje lety především do exotických destinací (například: Rás al-Chajma nebo Zanzibar)
Od května a června 2018 převzala celkem 13 linek Smartwings Poland mateřská společnost Smartwings.

## Flotila

### Současná
Ve flotile Smartwings Poland čítala v dubnu 2019 následující letadla:
| Typ            | Počet | Objednávky | Cestující | Cestující | Cestující | Poznámky | Imatrikulace                                  |
| Typ            | Počet | Objednávky | B         | E         | Celkem    | Poznámky | Imatrikulace                                  |
| -------------- | ----- | ---------- | --------- | --------- | --------- | -------- | --------------------------------------------- |
| Boeing 737-800 | 3     | –          | 0         | 189       | 189       |          | SP-TVZ OM-HEX, OM-IEX pronajaty od AirExplore |
| Celkem         | 3     | —          |           |           |           |          |                                               |

### Historická
- 1x Airbus A330-200 (C-GTSN) – pronajatý na zimní sezónu 2016/2017 od kanadské společnosti Air Transat na lety z Varšavy do Zanzibaru, na Kubu, do Dominikánské republiky a do Thajska.[5][6] Stáří 16 let (2016), kapacita 345 míst.

## Letecké nehody
- 12. března 2013 v 18:33 vyjel Boeing 737-800 imatrikulace OK-TVP (zbarvení Smartwings) z ranveje při přistání na letišti v Katovicích. Jednalo se o let 3Z-7127 z egyptského Šarm aš-Šajchu. Na palubě bylo 179 cestujících a 6 členů posádky, nikdo se nezranil. Letadlo skončilo z půlky na ranveji a z půlky na nezpevněném povrchu letiště. Přední podvozek se zabořil do hlíny, letiště bylo následovně 24 hodin uzavřeno kvůli vyprošťování letadla.[7] Příčinou byla voda na ranveji, která způsobila aquaplaning.